# (6942) Yurigulyaev
(6942) Yurigulyaev es un asteroide perteneciente al cinturón de asteroides, descubierto el 16 de diciembre de 1976 por la astrónoma soviética Liudmila Chernyj desde el Observatorio Astrofísico de Crimea.

## Designación y nombre
Designado provisionalmente como 1976 YB2. Fue nombrado Yurigulyaev en honor al inventor y físico ruso Yuri Guliáyev.